# نادي بورتو
نادي بورتو لكرة القدم (بالبرتغالية: Futebol Clube do Porto‏) هو نادٍ رياضي برتغالي يشتهر بلعبة كرة قدم، تأسس في 26 أغسطس 1893 ويقع مقره في مدينة بورتو البرتغالية ويعتبر النادي من أنجح الفرق البرتغالية مع نادي بنفيكا، فقد استطاع الفوز بلقب الدوري البرتغالي 30 مرة وفاز بلقب كأس البرتغال 20 مرة، بينما على الصعيد الأوروبي فقد أحرز الفريق لقب دوري أبطال أوروبا مواسم 1986–87 و 2003–04.
يلعب الفريق مبارياته الرسمية في ملعب التنين الوقع في مدينة بورتو البرتغالية والذي افتتح في 16 نوفمبر 2003 ويتسع لجلوس 50،033 متفرج. لعب اللاعب الجزائري رابح ماجر مع الفريق في الثمانينات وحصل على بطولة الدوري البرتغالي حينها ودوري أبطال أوروبا. كما لعب له كذلك الدولي المغربي السابق يوسف شيبو في تسعينيات القرن العشرين وفاز معه بطولة الدوري البرتغالي.
استلم  جوزيه مورينيو  تدريب الفريق سنة 2000، وأحرز تقدم مع بورتو وفي موسم 2004 حاز بورتو على لقب دوري ابطال أوروبا للمره الثانية بتاريخه بعد تغلبه على منافسه نادي موناكو الذي يلعب في دوري الفرنسي.
وفي أبريل 2024 تولى أندري فياس بواش رئاسة نادي بورتو خلفاً لـ خورخي نونو بينتو دا كوستا بعد أن هزمه في الانتخابات الرئاسية للنادي.

## ملعب فريق بورتو

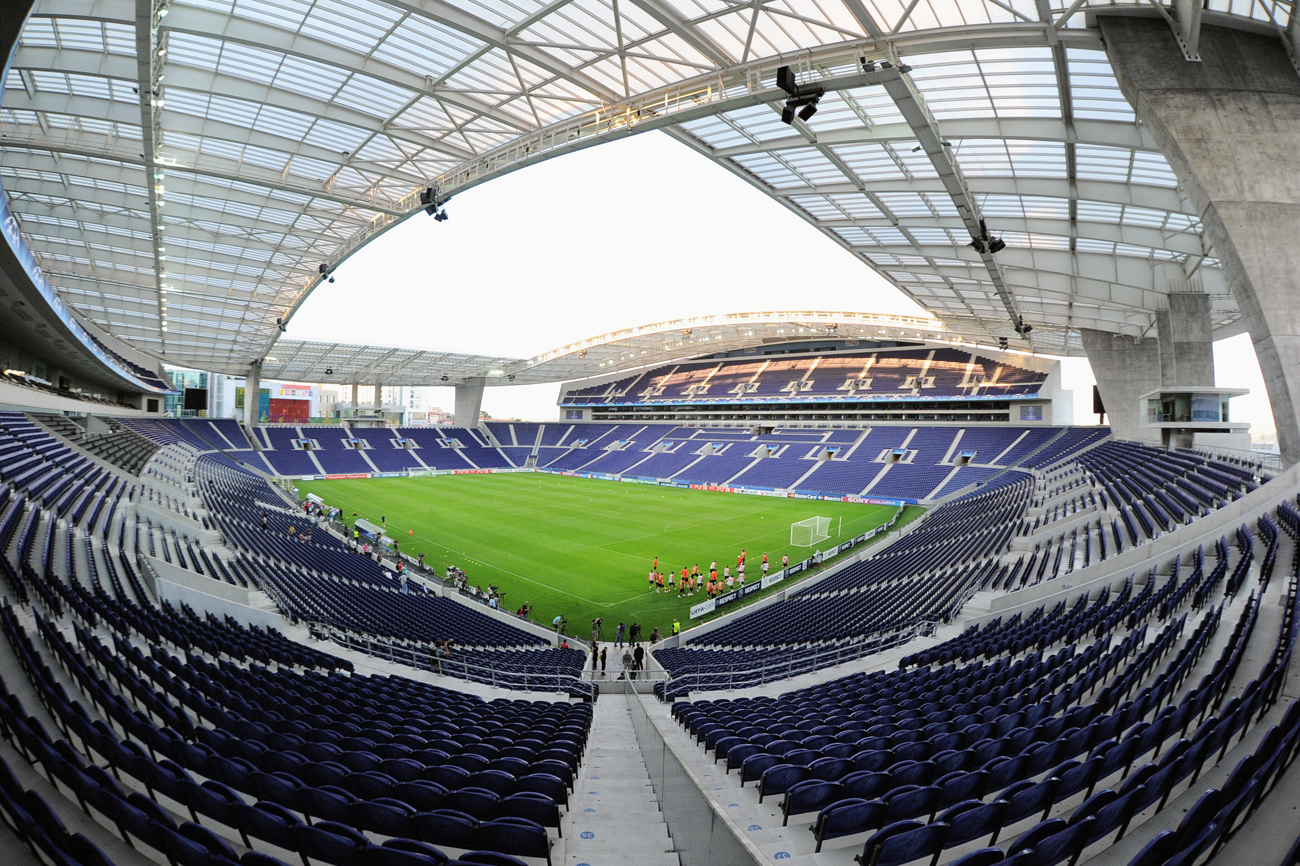
ملعب التنين (ستاد الدراغاو)

ستاد الدراغاو (بالبرتغالية: Estádio do Dragão‏) ويعني ملعب التنين، هو ملعب كرة قدم يقع في مدينة بورتو البرتغالية . يسع الملعب لجلوس 50,431 متفرج. يعتبر الملعب الرسمي الذي يخوض فيه بورتو مبارياته. تم افتتاح الملعب في 16 نوفمبر 2003.
ويضم هذا الملعب عدة مرافق منها مركز المؤتمرات والمرافق الترفيهية ومناطق التسوق وكما يوجد كدلك المطاعم وهناك موقف السيارات. صنفت الفيفا هذا الملعب بملعب خمس نجوم لما يضم هذا الملعب من شاشات عملاقة لمشاهدة المباريات الفريق ومن الابتكارات التكنولوجية. يبعد ملعب فريق بورتو عن المطار الدولي للمدينة حوالي 15 كيلومترا. ويعتبر ملعب فري بورتو اقرب للطرق السريعة لمدينة لشبونة وبراغا ويبعد هدا الملعب عن طرق المدينة حوالي 500 متر.

## تشكيلة اللاعبين
آخر تحديث 1 فبراير 2022.
ملاحظة: تشير الأعلام إلى المنتخب الوطني على النحو المحدد في قواعد الأهلية للفيفا. قد يحمل اللاعبون أكثر من جنسية واحدة غير تابعة للفيفا.
| الرقم | البلد     | المركز | اللاعب             |
| ----- | --------- | ------ | ------------------ |
| 1     | الأرجنتين | حارس   | أغوستين ماركيسن    |
| 2     | البرتغال  | مدافع  | فابيو كاردوسو      |
| 3     | البرتغال  | مدافع  | بيبي (قائد الفريق) |
| 5     | إسبانيا   | مدافع  | إيفان ماركانو      |
| 8     | كولومبيا  | وسط    | أندريس أوريبي      |
| 9     | إيران     | مهاجم  | مهدي طارمي         |
| 10    | البرتغال  | مهاجم  | فرانشيسكو كونسيساو |
| 11    | البرازيل  | مهاجم  | بيبي               |
| 12    | نيجيريا   | مدافع  | زيدو سنوسي         |
| 13    | البرازيل  | مهاجم  | جالينو             |
| 14    | البرتغال  | حارس   | كلاوديو راموس      |
| 16    | صربيا     | وسط    | ماركو جروييتش      |
| 18    | البرتغال  | مدافع  | ويلسون مانافا      |

| الرقم | البلد                       | المركز | اللاعب                                          |
| ----- | --------------------------- | ------ | ----------------------------------------------- |
| 19    | جمهورية الكونغو الديمقراطية | مدافع  | شانسيل مبيمبا                                   |
| 20    | البرتغال                    | وسط    | فيتور فيريرا                                    |
| 22    | البرازيل                    | مدافع  | ويندل ناسيمنتو بورجيس                           |
| 23    | البرتغال                    | وسط    | جواو ماريو نيتو                                 |
| 25    | البرتغال                    | وسط    | أوتافيو إدميلسون دا سيلفا مونتيرو (قائد الفريق) |
| 28    | البرتغال                    | وسط    | برونوا كوستا                                    |
| 29    | إسبانيا                     | مهاجم  | توني مارتينيز                                   |
| 30    | البرازيل                    | مهاجم  | إيفانيلسون                                      |
| 35    | البرتغال                    | مدافع  | روبن سيميدو (معار من نادي أولمبياكوس)           |
| 46    | كندا                        | وسط    | ستيفن أوستاكيو (معار من نادي باسوج دي فيريرا)   |
| 50    | البرتغال                    | وسط    | فابيو فييرا                                     |
| 71    | البرتغال                    | حارس   | فرانسيسكو ميكسيدو                               |
| 99    | البرتغال                    | حارس   | ديوغو كوستا                                     |

## إنجازات النادي

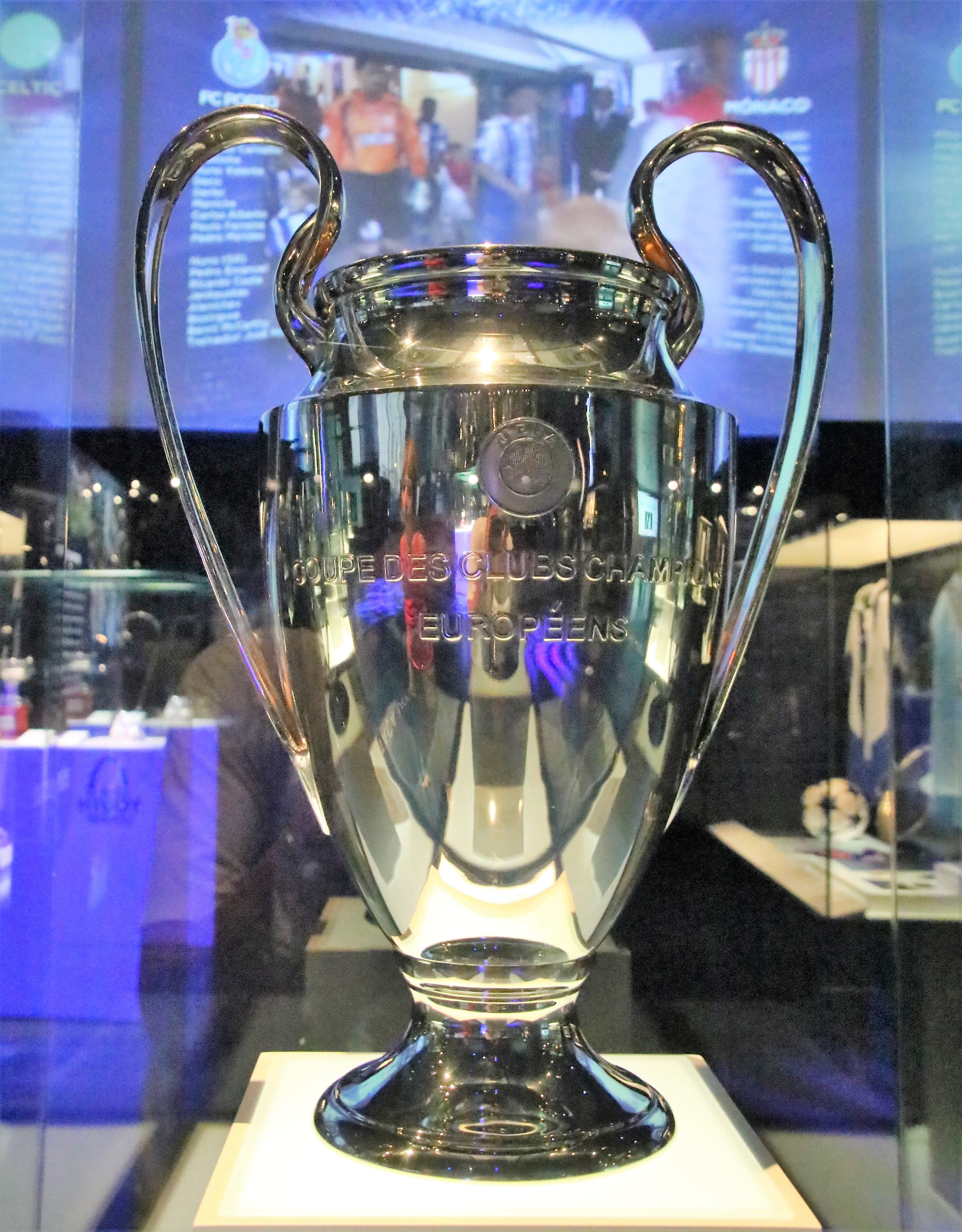
كأس دوري أبطال أوروبا في متحف بورتو

### محلياً
- الدوري البرتغالي (30 مرة):1934–35, 1938–39, 1939–40, 1955–56, 1958–59, 1977–78, 1978–79, 1984–85, 1985–86, 1987–88, 1989–90, 1991–92, 1992–93, 1994–95, 1995–96, 1996–97, 1997–98, 1998–99, 2002–03, 2003–04, 2005–06, 2006–07, 2007–08, 2008–09, 2010–11, 2011–12 , 2012–13, 2017–18, 2019–20, 2021-22.
- كأس البرتغال (18 مرة):1955–56, 1957–58, 1967–68, 1976–77, 1983–84, 1987–88, 1990–91, 1993–94, 1997–98, 1999–2000, 2000–01, 2002–03, 2005–06, 2008–09, 2009–10, 2010–11، 2019–20, 2021-22[5]
- كأس السوبر البرتغالي (22 مرة): 1981, 1983, 1984, 1986, 1990, 1991, 1993, 1994, 1996, 1998, 1999, 2001, 2003, 2004, 2006, 2009, 2010, 2011, 2012, 2013, 2018, 2020.
- بطولة البرتغال (4 مرات): 1921–22, 1924–25, 1931–32, 1936–37

### قارياً
- دوري أبطال أوروبا (مرتين):1986–87, 2003–04.
- كأس الاتحاد الأوروبي (مرتين):2002–03, 2010–11.
- كأس السوبر الأوروبي (مرة):1987
- كأس الإنتركونتيننتال (مرتين):1987, 2004